# Йозеф Крамер
Йозеф Крамер (нім. Josef Kramer; нар. 10 листопада 1906, Мюнхен — пом. 13 грудня 1945, Гамельн) — гауптштурмфюрер СС, комендант нацистських концентраційних таборів Нацвайлер-Штрутгоф, Аушвіц II і Берґен-Бельзен. Прозваний в'язнями табору «Бельзенським звіром», він був одним з нацистських військових злочинців, особисто відповідальним за смерть тисяч людей. Після звільнення табору Берґен-Бельзен і закінчення Другої світової війни він був звинувачений у військових злочинах і повішений у в'язниці міста Гамельн.

## Біографія

### Ранні роки
Крамер народився в Мюнхені, в родині середньозабеспечених міщан Теодора і Марії Крамерів. Батьки виховували його як суворого римо-католика.
У 1915 році родина переїхала в Аугсбург, де Йозеф пішов у школу. У 1920 році почав навчатися на електрика. У період з 1925 до 1933 року був в основному безробітним, за винятком роботи в сунівермазі та в якості бухгалтера.

### Кар'єра в СС
У 1931 році вступив у НСДАП, у 1932 році — в СС. Працював у тюремній охороні, а після початку Другої світової війни — в охороні концтаборів.
За одинадцятирічну кар'єру Крамер змінив безліч концтаборів. У 1934 році його призначено в охорону концентраційного табору Дахау. Потім, завдяки швидкому кар'єрному ростові, він отримав високі пости в концентраційних таборах Заксенхаузен і Маутхаузен. У 1940 році він кілька місяців був помічником Рудольфа Гьосса, коменданта концентраційного табору Аушвіц, а в квітні 1941 року — комендантом концентраційного табору Нацвейлер-Штрутгоф. Після війни Крамеру було пред'явлено звинувачення у вбивстві 80 ув'язнених, доставлених у Нацвайлер-Штрутгоф з Освенцима; тіла цих ув'язнених були в подальшому використані в дослідженнях доктора Августа Гірца зі Страсбурзького університету. Звання гауптштурмфюрера Крамер отримав в 1942 році.
У травні 1944 Крамер керував роботою газових камер в Аушвіці, займав цю посаду аж до грудня 1944 року. Потім він був переведений у табір Берґен-Бельзен, де 2 грудня став його комендантом. Велика частина жінок-охоронців (у тому числі Ірма Грезе) з Аушвіца переїхала разом з ним у Берґен-Бельзен.
Крамер залишився в таборі, не зважаючи на очевидні свідчення жорстокого поводження охорони табору з ув'язненими, а також на величезну кількість непохованих трупів в'язнів.
Берґен-Бельзен звільнили британські солдати 15 квітня 1945 року. Біля воріт табору Крамер особисто зустрів британського капітана Сінгтона, якому повідомив, що в таборі № 1 знаходилося 40 000 в'язнів і ще 15 000 у таборі № 2. Усі вони становили 99 % ув'язнених і походили з кожної країни, окупованої німцями з 1939 року. В одному з відділів знаходилося 8 000 в'язнів-чоловіків,  серед яких ширився тиф. В іншому було 23 000 жінок, серед яких лежало чимало трупів. 70 % звільненних в'язнів вимагали госпіталізації — імовірно, з них близько 10 000 померли до прибуття в лікарні.

### Суд і смерть
Крамер та інші 44 члени персоналу табору, які залишились у Берґен-Бельзені, були звинувачені у військових злочинах Британським військовим судом у місті Люнебург. Судовий процес тривав кілька тижнів, у період з вересня по листопад 1945 року. 
17 листопада Крамер був засуджений до смертної кари і 13 грудня повішений у в'язниці Гамельна. Страту виконав професійний англійський кат Альберт Пірпойнт.

## Звання[7]
- Унтершарфюрер СС (кінець 1933)
- Шарфюрер СС (вересень 1934)
- Гауптшарфюрер СС (6 квітня 1935)
- Унтерштурмфюрер СС (весна 1937)
- Оберштурмфюрер СС (січень 1939)
- Гауптштурмфюрер СС (1 червня 1942)

## Нагороди[8]
- Медаль «У пам'ять 13 березня 1938 року»
- Медаль «У пам'ять 1 жовтня 1938»
- Хрест Воєнних заслуг 2-го класу (1943)
- Хрест Воєнних заслуг 1-го класу (січень 1945)
- Спортивний знак СА в бронзі[9]
- Медаль «За вислугу років у НСДАП»
- Медаль «За вислугу років у СС»
- Почесний кут старих бійців

## Галерея

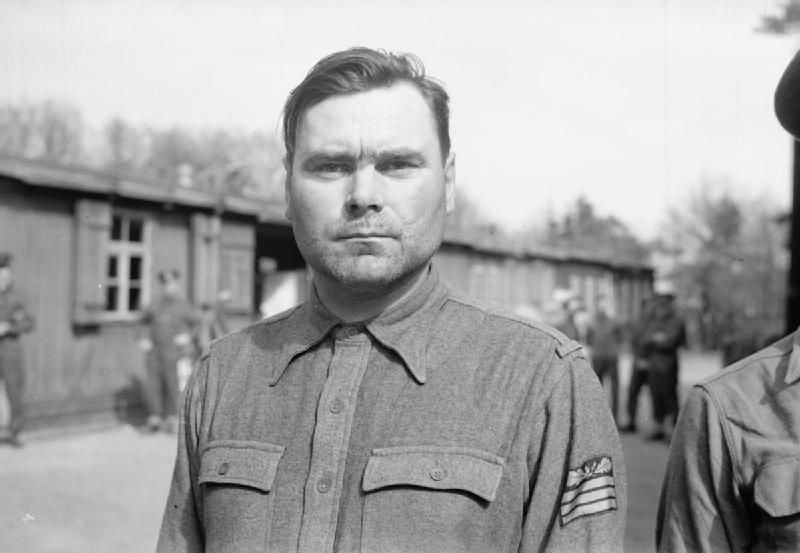
Крамер під час арешту (квітень 1945)
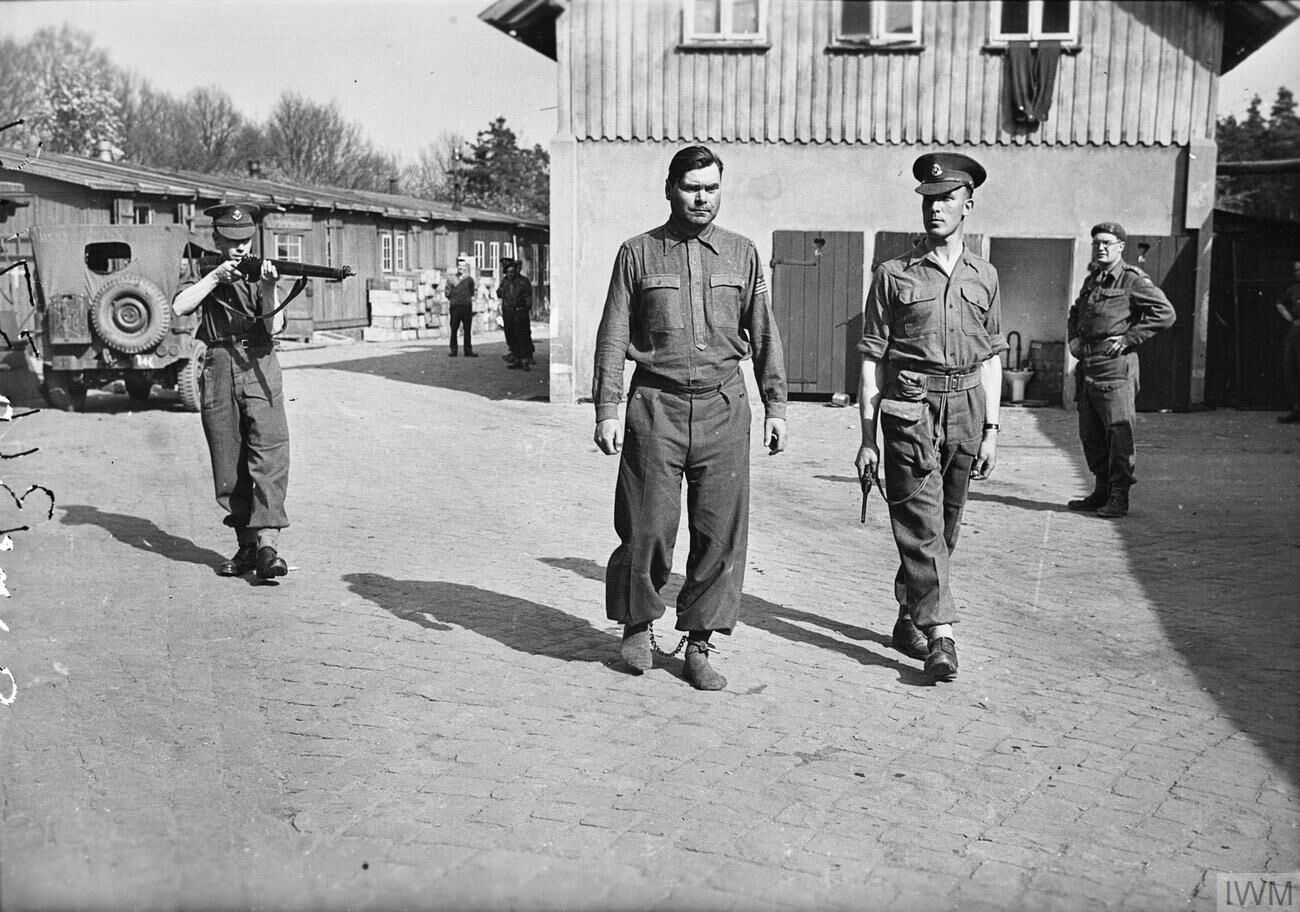
Полоненого Крамера супроводжують до в'язниці Целле (17 квітня 1945)
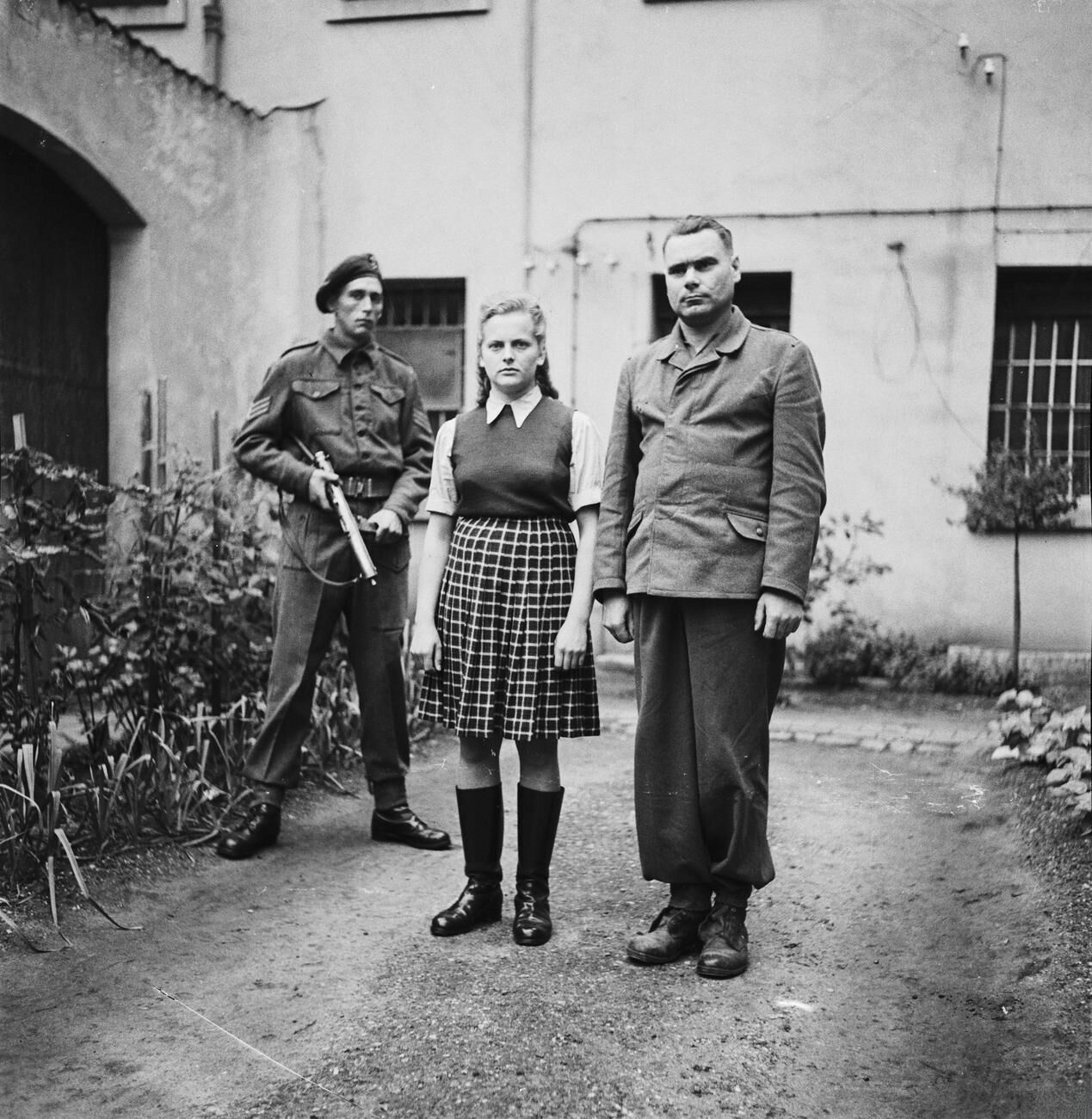
Ірма Грезе і Йозеф крамер в полоні (серпень 1945)